# Nealcidion nebulosum
Nealcidion nebulosum är en skalbaggsart som först beskrevs av Bates 1880.  Nealcidion nebulosum ingår i släktet Nealcidion och familjen långhorningar. Inga underarter finns listade i Catalogue of Life.